# آساف هال
آساف هال (به انگلیسی: Asaph Hall III) ستاره‌شناس آمریکایی است که بیشتر معروفیتش به دلیل کشف قمرهای مریخ، فوبوس و دیموس در ماه دسامبر سال ۱۸۷۷ است. او مدار ماه‌ها و سایر جرم‌های اطراف سیاره زحل، و چند ستاره دوقلو دیگر و جرم مریخ را نیز تعیین کرد.